# Tây Khánh Vĩnh
Tây Khánh Vĩnh là một xã thuộc tỉnh Khánh Hòa, Việt Nam.

## Lịch sử
Ngày 16 tháng 6 năm 2025, Ủy ban Thường vụ Quốc hội ban hành Nghị quyết số 1667/NQ-UBTVQH15 về việc sắp xếp các đơn vị hành chính cấp xã của tỉnh Khánh Hòa năm 2025 (có hiệu lực từ ngày 16 tháng 6 năm 2025). Trong đó, hợp nhất các xã Giang Ly, Khánh Thượng và Khánh Nam thành xã Tây Khánh Vĩnh.

## Địa lý
Xã Tây Khánh Vĩnh có ranh giới với các xã:
- Phía Bắc giáp xã Trung Khánh Vĩnh
- Phía Nam giáp các xã Khánh Vĩnh và Nam Khánh Vĩnh
- Phía Đông giáp xã Diên Lâm
- Phía Tây giáp hai tỉnh Đắk Lắk và Lâm Đồng

Xã có diện tích 294,25 km², dân số năm 2025 là 7.357 người, mật độ dân số đạt 25 người/km².